# 猼訑

明朝，胡文煥《山海經圖》。

猼訑為記載於《山海经》中的一種有九条尾巴和四只耳朵的羊，其兩隻眼睛长在背上。传说将其皮毛穿在身上就不會感到害怕。